# I DON'T KNOW (MICA 3 CHUの曲)
「I DON'T KNOW」（アイ・ドント・ノウ）は、MICA 3 CHUのシングルにして中島美嘉の26枚目のシングル。

## 解説
- 中島美嘉とお笑いトリオ森三中による初のコラボレーション・シングル。
- テレビ番組の共演がきっかけで、中島が森三中のファンになったことから、彼女自身が発案・企画したもの。中島のオファーを森三中が快諾し、ユニット結成に至った。
- CDのみの通常盤に加え、表題曲のPVと、MICA 3 CHUのドキュメンタリー映像を付属したDVD付きの初回限定盤の2形態で発売。シングルでの初回盤DVD付きは初となる。
- 表題曲、カップリング曲共に歌詞が全て英語になっているが、これは英語の方が曲の中に言葉がたくさん入るからと、中島は答えている。
- 表題曲冒頭のカウントとシャウトはKUROSAWA（黒沢かずこ）によるもの。
- 両曲ともアルバム『VOICE』に収録された。当初は収録されない予定だったが、中島の強い要望で収録される事になった。

## 収録曲
（全作詞：中島美嘉、Lori Fine／作曲：Lori Fine／編曲：COLDFEET）
1. I DON'T KNOW
  - カネボウ化粧品「KATE」CFソング
2. SHUT UP
3. I DON'T KNOW（Instrumental）
4. SHUT UP（Instrumental）

## 楽曲の収録アルバム
- VOICE (#1,2)
- DEARS (#1)